# 後夜祭
後夜祭
1. 祭などのメインイベントが終わった後の夜に行われる行事。
2. 『1』を題材とする1999年に発売されたプレイステーションのゲームソフト。
3. 2016年にCHUNITHM_AIRに追加された田口囁一の曲。

本記事では2を記載する。
『後夜祭』（こうやさい）とはプレイステーション用の恋愛シミュレーションゲーム。副題は「a sherd of youthful memories」。開発メーカーは翔泳社。総作画監督、キャラクターデザインは美樹本晴彦。1999年2月25日に5800円で発売された。2002年11月21日にサクセスから1500円の廉価版が発売された。2008年9月24日にゲームアーカイブスで配信されている。レイティングはCERO：C（15才以上対象）。

## 概要
主人公がクラスとしての学園祭の出し物（模擬店、お化け屋敷、人力飛行機から1つ）の準備をクラスメートと共に進めていき、学園祭最終日の後夜祭でダンスパーティーを親睦を深めたクラスメートと迎えることが目的。相手メンバーは女性5人・男性3人であり、エンドが女性の場合は恋愛エンドであるが、男性の場合は友情エンドである。
作中でプレイできる期間は10月4日から11月3日までで、平日は「昼休み」「放課後の作業時間」「下校」、休日に「デート」等の好感度を高めるイベントもできる。舞台は鎌倉市。
作業の進行度、各人の好感度や疲労度などのパロメーターがある。通常の選択肢式会話の他に、特定の場面で相手から話しかけられた時にタイミングよく「相槌を打つ」「否定する」ボタンを押してプレーヤーが意思表示をするとリアルタイムに対応が変わる、R.E.S.（レスポンス）システムが導入されている。

## 登場キャラクター
名字の元ネタは内閣総理大臣経験者より。

### メインキャラクター
主人公
海栄高校3年A組。3年A組の学園祭実行委員長。
小説版の名前は吉田 真。
片山 さゆり
声 - 川澄綾子
12月26日生まれ。血液型O型。身長162cm、体重44kg、3サイズは82/57/85。
海栄高校3年A組。学園のアイドル的な女子。帰宅部。人当たりが良く、誰に対しても分け隔てなく接する。趣味は写真撮影で、いつもカメラを持ち歩いている。頭のリボンがトレードマーク。
橋本 理佐
声 - 坂本真綾
11月3日生まれ。血液型B型。身長152cm、体重40kg、3サイズは78/54/83。
海栄高校3年A組。主人公の幼馴染。バレー部。明るくしっかりした性格のスポーツ少女。童顔と低い身長がコンプレックスで、その反動から主人公の世話を焼きたがる。髪型はポニーテール。
細川 郁美
声 - 長沢美樹
4月17日生まれ。血液型A型。身長165cm、体重47kg、3サイズは82/56/84。
海栄高校3年A組。クラスの学級委員長。物理部。責任感が強く仕事熱心だが、性格や言動がキツく男子の頬に平手打ちをするなど、頑張り過ぎて周囲の反感を買いやすい。趣味は手芸。三つ編みの眼鏡っ娘。
伊藤 沙絵
声 - 折笠愛
1月28日生まれ。血液型A型。身長155cm、体重42kg、3サイズは82/56/87。
海栄高校3年A組。内気で人と話すのが苦手な女子。文芸部。趣味は読書。自分の気持ちを上手く伝えられず、周囲からは無愛想でクラスでいちばん目立たないと思われている。学園祭実行委員ではなかったが、主人公に誘われて参加する事に。髪型はショートカット。
池田 恵理子
声 - 南央美
5月8日生まれ。血液型AB型。身長160cm、体重46kg、3サイズは84/59/89。
海栄高校3年A組。自由奔放な女子。ESS部。竹を割った様な性格。趣味はライブ通い。学園祭実行委員ではなかったが、主人公に誘われて参加する事に。髪型はワンレングスのロング。
田中 裕太
声 - 森久保祥太郎
7月13日生まれ。血液型O型。身長173cm、体重68kg、3サイズは93/75/89。
海栄高校3年A組。主人公の中学時代からの親友。バスケット部。明るい熱血漢のムードメーカーだが、落ち着きがないトラブルメーカーでもある。ナンパが趣味の惚れっぽい男。
鈴木 悟
声 - 三木眞一郎
6月3日生まれ。血液型A型。身長178cm、体重63kg、3サイズは89/68/82。
海栄高校3年A組。女子に人気の男子生徒。帰宅部。温厚で人当たりが良く社交的だが、自分のプライベートを知らせようとしない秘密主義者。趣味は料理、ヘアメイク。
竹下 翔
声 - 置鮎龍太郎
6月2日生まれ。血液型A型。身長168cm、体重61kg、3サイズは95/78/85。
海栄高校3年A組。次期サッカー部キャプテン候補だったが怪我のために心を閉ざし、学校を休みこともある。学園祭実行委員ではなかったが、主人公に誘われて参加する事に。女の子が苦手。

### サブキャラクター
若槻 恭子
声 - 今井由香
3月14日生まれ。血液型B型。身長166cm、体重48kg、3サイズは87/58/89。
大学4年生。海栄高校に赴任した教育実習生。3年A組を受け持つ。海栄高校OGで、元テニス部。高校時代に手掛けた最後の学園祭が失敗に終わったのが心残りで、生徒達に色々とアドバイスをする。趣味は旅行。
西園寺 茜
声 - 豊嶋真千子
12月16日生まれ。血液型AB型。身長159cm、体重45kg、3サイズは81/55/83。
海栄高校3年B組。主人公の隣のクラスの生徒。演劇部。平安時代から続く財閥の令嬢で、プライドが高い自信家。小さい頃から気が強く、意見を変えない性格だった。趣味は茶道、日本舞踊。主人公に対してライバル意識を持っている。
福田 由香
声 - 柳原みわ
8月24日生まれ。身長160cm、体重46kg、3サイズは80/57/88。
海栄高校2年。主人公の後輩。学校の様々な人間関係について知っている情報通。何故か主人公にまとわりついてくる。

## 主題歌
- 「Legend of the time」（作詞・作曲・編曲：プロジェクト5、歌：種岡康裕）

## 関連商品
- 後夜祭 青春白書（1999年3月25日）
新声社より発売。本作の攻略本。
- 後夜祭 ケイエイエスノベルス（1999年4月30日）
作者は中村誠。人力飛行機の制作ルートを主軸に、ゲーム本編では割愛された若槻の学生時代や福田が未来人であるシナリオ等を再編集して盛り込まれた小説。ただし、どのヒロインと結ばれたかまでは執筆されず読者にゆだねている。
- 後夜祭 オリジナルドラマ&スペシャルボイス 〜マツリノアト〜（1999年6月25日）
エイジップミュージックより発売。オリジナルキャストで贈られるドラマCD。主人公とさゆりが恋人関係にあり、文化祭を舞台にさゆり・理佐・郁美の胸中が語られるほか、キャストコメントも収録。なお、主人公に名前は設定されておらず終始「実行委員長」「委員長」や「彼」「あいつ」と呼ばれる。
- 後夜祭 Visual Works（1999年6月30日）
ケイエスエスより発売。作中CGや版権イラスト等を収録した画集。
- 後夜祭 アニメ原画集（1999年8月25日）
アニメワールドスターより発売。Visual Works同様の画集だが、原画集の名の通り、オープニングムービーの原画をはじめ、イベントCGやキャラクターの線画や原画を多く掲載している。
- 後夜祭 エピソードPlus（開発中止）
1999年秋にねこぐみより発売予定だったシナリオメーカー。Windows 95/98対応。PS版未収録ストーリー、未公開グラフィックや未公開ボイスを含めたすべてのデータを収録し、簡単操作でユーザーオリジナルのシナリオを制作できる予定だった。また、発売後にはシナリオコンテストを開催する予定で、入賞者は次回作への登用も検討されていた。発売に先駆け告知ポスターやテレホンカードなどが制作され、各種媒体にも広告が掲載されたが開発中止となった。収録予定だった未使用グラフィック等の一部はVisual Worksや原画集に掲載されたほか、サブキャラクター用の未使用シナリオは一部が小説版に活用された。